# Last Ones Standing
Two Lives is een nummer van de Britse artiest Example en is de vierde single van het tweede studioalbum Won't Go Quietly. Het nummer werd uitgebracht als muziekdownload op 12 september, en als fysieke single op 13 september 2010. De productie was in handen van Bjorn Yttling, bandlid van de Zweedse rockband Peter Bjorn and John.

## Tracklist
| Nr. | Titel                                       | Duur |
| --- | ------------------------------------------- | ---- |
| 1.  | Last ones standing                          | 3:27 |
| 2.  | Last ones standing (extended mix)           | 5:31 |
| 3.  | Last ones standing (Benny Benassi remix)    | 6:19 |
| 4.  | Last ones standing (Manhattan Clique remix) | 5:54 |
| 5.  | Last ones standing (TC remix)               | 5:21 |
| 6.  | Last ones standing (Doctor P remix)         | 5:25 |
| 7.  | Last ones standing (Devil's Gun remix)      | 4:21 |